# Catedral de la Inmaculada Concepción (Juticalpa)
La Catedral de la Inmaculada Concepción  o simplemente Catedral de Juticalpa es el nombre que recibe un edificio religioso afiliado a la Iglesia católica que se encuentra ubicado en la ciudad de Juticalpa en el departamento de Olancho parte del país centroamericano de Honduras. Es una de las 4 catedrales dedicadas a la Inmaculada Concepción en territorio hondureño siendo las otras las de Choluteca, Comayagua y Danlí respectivamente.
La primera iglesia católica en el lugar fue construida por los españoles data en el siglo XVIII, un nuevo edificio fue terminado en 1847. El reloj con que cuenta la catedral fue donado por particulares en 1875.
El templo sigue el rito romano o latino y es la iglesia madre de la diócesis de Juticalpa (Dioecesis Iuticalpensis) que fue creada como prelatura territorial en 1949 y fue elevada a su estatus actual en 1987 mediante la bula "Universae Dei" del papa Juan Pablo II.
Esta bajo la responsabilidad pastoral del obispo José Bonello.